# Mei 1932
| Deze maand                                                                               |
| ---------------------------------------------------------------------------------------- |
| - Vrede hersteld rond Shanghai - Franse president Doumer vermoord - Afsluitdijk voltooid |

De volgende gebeurtenissen speelden zich af in mei 1932. Sommige gebeurtenissen kunnen 1 of meerdere dagen te laat genoemd worden omdat ze per abuis vermeld zijn op de datum waarop ze bekend zijn geworden in plaats van de datum dat ze plaatsvonden.

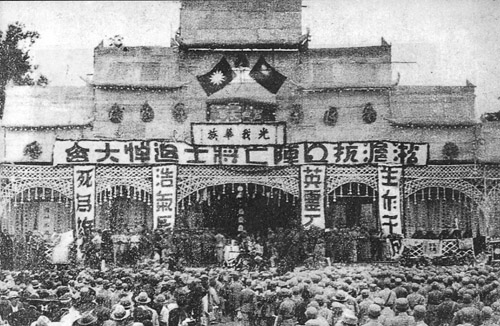
Herdenkingsdienst voor gevallen soldaten in Shanghai

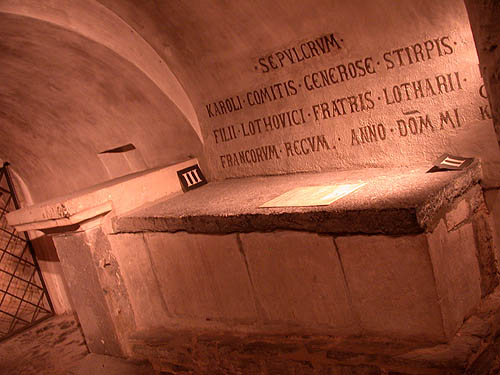
graf van St. Servaes

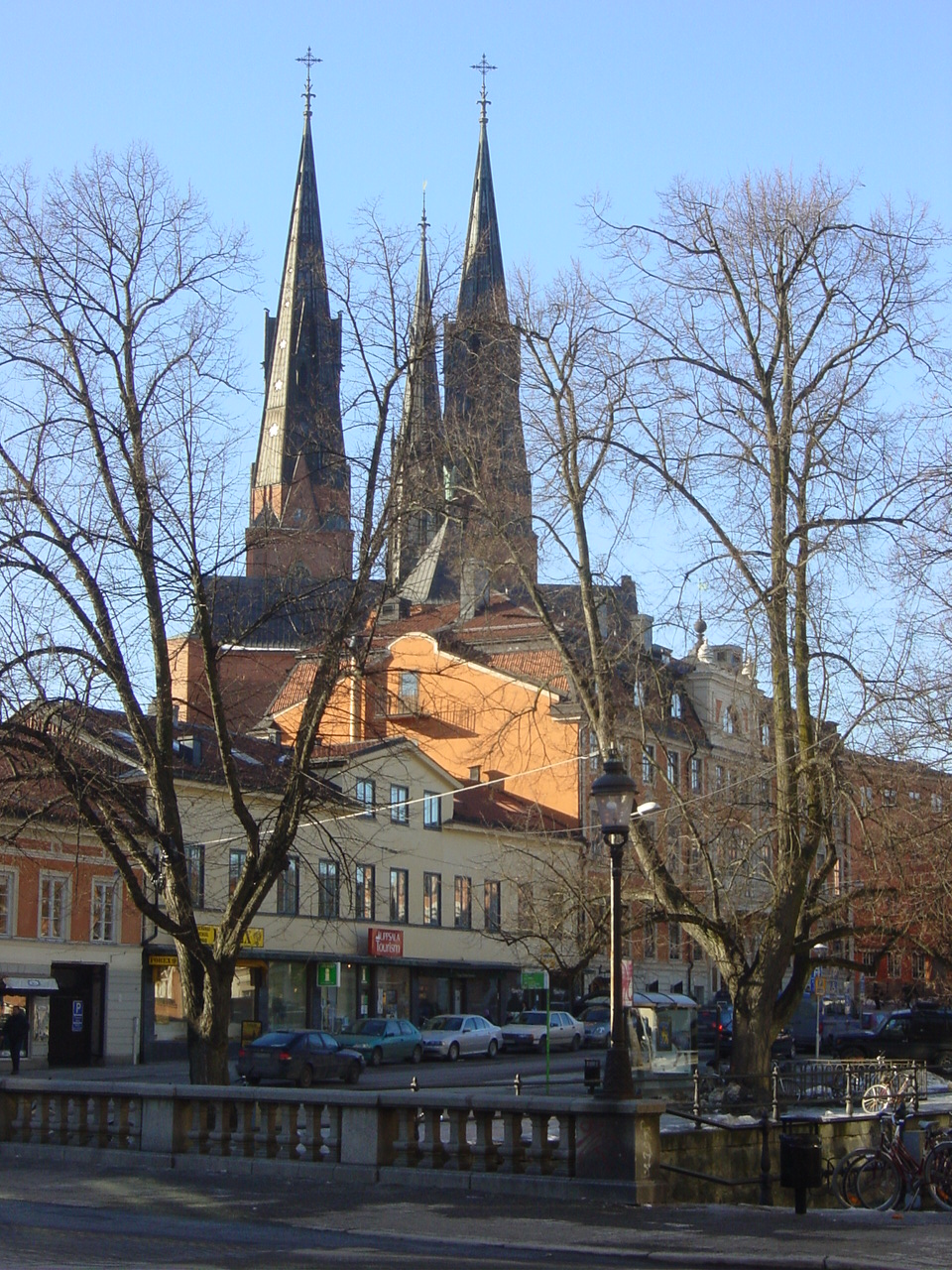
kathedraal van Uppsala

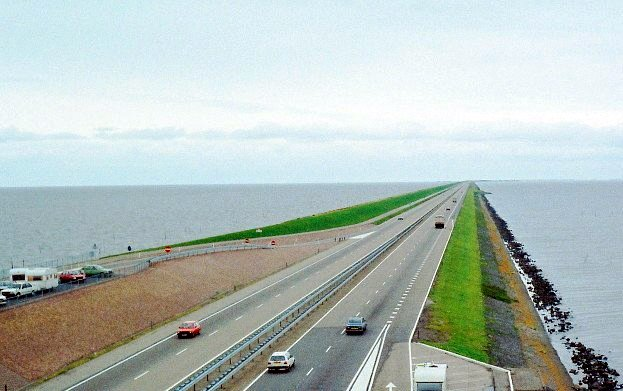
Afsluitdijk

- 3: John Cockcroft en Ernest Walton slagen erin lithium om te zetten in andere elementen, waaronder helium.
- 3: De Volkenbondcommissie, geleid door Victor Lytton, die de situatie in Mantsjoerije onderzoekt (zie commissie-Lytton), meldt dat er nog steeds voortdurend gevochten wordt en dat er in het gebied een toestand van anarchie heerst.
- 5: In de vijandelijkheden tussen Japan en China rond Shanghai wordt een wapenstilstand gesloten.
  - De Chinezen behouden hun posities
  - De Japanners trekken zich terug naar de internationale concessie en omliggende straten (herstel situatie voor 28 januari)
  - De terugtrekking begint binnen een week en moet binnen een maand voltooid zijn
  - Een commissie met 2 leden elk uit Japan, China, de Verenigde Staten, het Verenigd Koninkrijk, Frankrijk en Italië houdt toezicht op de terugtrekking
  - Politie en bestuur in Shanghai komen weer in Chinese handen
- 5: De verkiezingen in het Memelgebied leveren een overwinning op voor de Duitstalige, pro-autonomiekrachten
- 6: De regering van Argentinië verklaart tot de Volkenbond te willen toetreden.
- 6: De Sovjet-Unie en Estland sluiten een niet-aanvalsverdrag
- 6: De Franse president Paul Doumer wordt, in de Parijse Roulewijk, het slachtoffer van een aanslag. Hij overlijdt de volgende ochtend aan zijn verwondingen. De dader, de Russische immigrant Paul Gorgulov, wordt berecht en ter dood gebracht.
- 8: De tweede ronde van de verkiezingen in Frankrijk levert een duidelijke overwinning op voor links. De diverse socialistische partijen stijgen van 265 naar 330 (van de 610) zetels.
- 10: Het Wilhelmus wordt officieel het Nederlands volkslied in plaats van Wien Neêrlands bloed.
- 10: Albert Lebrun wordt gekozen om Paul Doumer op te volgen als president van Frankrijk.
- 10: De staten van de Kleine Entente (Roemenië, Tsjecho-Slowakije en Joegoslavië) sluiten een nieuw militair verdrag.
- 10: Voor het eerst sinds 1677 wordt de Noodkist van St. Servaas in een ommegang door Maastricht gedragen. Naar gewoonte vindt een dergelijke ommegang plaats als de stad in nood is.
- 12: Siam stapt af van de gouden standaard.
- 12: De sinds 1 maart vermiste zoon van Charles Lindbergh wordt dood aangetroffen in zijn woonplaats Hopewell.
- 13: President Herbert Hoover besluit tot instelling van een werkloosheidswet.
- 14: Leo Reichers stort bij een poging solo van New York naar Parijs te vliegen nabij Ierland in zee. Hij wordt gered door een nabijgelegen schip.
- 15: De Japanse premier Tsuyoshi Inukai komt om bij een aanslag. Ook vinden er op diverse plaatsen in Tokio bomaanslagen plaats. Nationalistische militairen die annexatie van Mantsjoerije voorstaan worden voor de aanslagen verantwoordelijk gehouden.
- 16: De Nederlandse Vereeniging voor Volkscredietwezen en Woekerbestrijding wordt opgericht.
- 16: Peru verbreekt de diplomatieke betrekkingen met Mexico, omdat de Mexicaanse gezant, generaal Juan Cabral, betrekkingen met revolutionaire elementen in Peru zou hebben.
- 16: In Bombay vinden ernstige ongeregeldheden plaats tussen hindoes en moslims.
- 17: In Japan eist het leger dat er een regering van nationale eenheid wordt gevormd. Omdat de grondwet eist dat de minister van Oorlog een van de generaals moet zijn, heeft het leger in Japan een de facto veto op de regeringsformatie.
- 17: In België valt de regering-Renkin I nadat de (Vlaamse) katholieken een wetsvoorstel van de (Waalsgezinde) liberalen verwierpen dat het vormen van Franstalige schoolklassen in Vlaanderen mogelijk zou maken.
- 18: De bijzondere commissie van de Volkenbond bespreekt een verslag over de situatie in Liberia, waar grenstroepen zich aan moord en verwoesting schuldig maken.
- 20: Voor de eerste keer wordt een telefoongesprek gevoerd tussen een trein en een vliegtuig.
- 20-21: Amelia Earhart vliegt van Harbour Grace naar Londonderry, en is daarmee de eerste vrouw die solo per vliegtuig de Atlantische Oceaan oversteekt, in een recordtijd van 13 1/2 uur. Materiaalproblemen beletten haar door te vliegen naar de eigenlijke bestemming Parijs.
- 21: Door het intreden van de moesson eindigen de onlusten tussen hindoes en moslims in Bombay. Een week van ongeregeldheden heeft geleid tot ruim 150 doden en 1650 gewonden.
- 24: Erling Eidem wordt ingewijd als aartsbisschop van Uppsala.
- 24: De parlementsverkiezingen in Estland zorgen niet voor grote verschuivingen.
- 24: De Raad van de Volkenbond bespreekt protesten van de vrije stad Danzig betreffende belemmering van het vrijhandelsverkeer tussen de stad en Polen.
- 25: Archeologen ontdekken in Palestina de resten van de oude joodse stad Mispa.
- 25: Japanse troepen in Mantsjoerije rukken op in de richting van de Russische grens.
- 26: In België treedt een nieuwe regering aan, opnieuw geleid door Jules Renkin.
- 26: In Japan treedt een nieuwe regering aan, met aan het hoofd admiraal Saito Makoto.
- 28: Om twee minuten over een wordt De Vlieter gesloten, het laatste gat in de Afsluitdijk. Hiermee is de afsluiting van de Zuiderzee voltooid.
- 29: Het ontwerp voor de nieuwe grondwet van Portugal wordt gepubliceerd.
- 29: Bij verkiezingen in de Duitse staat Oldenburg behalen de nationaalsocialisten een absolute meerderheid: ze stijgen van 19 naar 24 van de 46 zetels.
- 30: Het Duitse kabinet-Brüning II treedt af na onenigheid met rijkspresident Paul von Hindenburg over te nemen maatregelen.
- 31: De ontruiming van het Japanse leger uit Shanghai is voltooid.
- 31: In Japan wordt een nationaalsocialistische partij gesticht, de Chionto.

<< · januari · februari · maart · april · mei · juni · juli · augustus · september · oktober · november · december · >>